# Claire de nuit
Claire de nuit (Clara… de noche) est une série de bande dessinée espagnole créée en 1992 par les scénaristes Carlos Trillo et Eduardo Maicas, et le dessinateur Jordi Bernet. Elle paraît, depuis sa création, dans la revue humoristique et satirique espagnole El Jueves, ainsi que dans le supplément No du quotidien argentin Página/12. Elle a également été publiée à plusieurs reprises sous forme d’albums.

## Synopsis
La bande dessinée met en scène une prostituée du nom de Claire, ses relations avec ses clients et son fils Pablito.

## Publications en français
Quatre tomes coédités par La Mascara et Semic sont parus entre 2000 et 2001. Une anthologie en couleurs est publiée par ERKO en 2001 et deux tomes par les éditions Audie dans la collection « Fluide glamour » :
1. Sourire gratuit (2007)
2. Je suis celle que vous croyez (2007)